# میدلهام
latitudeمیدلهامlongitudeمیدلهام
میدلهام (به انگلیسی: Middleham) یک شهرک در بریتانیا است که در انگلستان واقع شده‌است.

## خصوصیات
میدلهام ۸۴۰ نفر جمعیت دارد.